# Budapesti Honvéd SE (baloncesto)
El Budapesti Honvéd SE es un equipo de baloncesto húngaro con sede en la ciudad de Budapest, que compite en la NB I/A, la primera competición de su país. Disputa sus partidos en el Simon János Kosárlabda Csarnok, con capacidad para 1,200 espectadores.

## Historia
Fundado en 1950, es el club más laureado de la historia de Hungría con un total de 50 títulos (33 ligas y 17 copas). Además, fueron subcampeones de liga en 7 ocasiones y de copa en 9 ocasiones, quedando terceros en liga en 3 ocasiones y en copa en 7. Todos esos títulos los consiguieron entre las décadas de los 1950's y los 1990's (40 años en los que fueron dominadores). Su último título data de 1997 (hace más de 20 años).
En su primera temporada (temporada 1950-1951), finalizaron terceros en liga (empatados a puntos con el campeón, el MAFC, y el subcampeón, el Vasas). Durante los siguientes 18 años (desde el año 1951 hasta el año 1969), ganaron 17 ligas (En el año 1956, fueron subcampeones de liga a pesar de terminar invictos, debido a la Revolución húngara de 1956). Desde el año 1951 hasta el año 1960 (9 años), tan sólo perdieron un partido, estando invictos desde octubre de 1954 hasta octubre de 1960.
Entre los años 1970 y 1975, conquistaron dos ligas más, pero entre los años 1976 y 1986, volvieron a mostrar su fortaleza, conquistando 10 ligas (ganaron todas las ligas durante ese período). En los siguientes seis años (desde el año 1987 hasta el año 1992), quedaron una vez subcampeones de liga, finalizando en tercera posición un par de veces. En los cinco años posteriores (desde el año 1992 hasta el año 1997), ganaron 4 ligas. 
En 1998, fue la última vez que lograron un gran resultado (aplicándose a cualquier equipo de la ciudad de Budapest), ya que fueron subcampeones de liga. Desde el año 1950 hasta el año 1998, el peor puesto que obtuvieron en liga fue un 5º lugar en 1991. Terminaron 10º en liga en los años 1999 y 2000, descendiendo a la B Division (2ª división húngara en 2001 tras quedar 11º. Desde el año 2001 hasta el año 2004, no jugaron en la B Division, sino en la 3ª División Húngara, ascendiendo a la B Division en 2004, donde permanecen actualmente.
Sus mayores logros en competiciones europeas, fueron un tercer puesto en la Copa de Europa de 1958 y llegar a los cuartos de final de dicha competición en 1959 y 1963. Cinco jugadores del equipo estaban en la Selección de baloncesto de Hungría que se proclamó subcampeones del EuroBasket 1953 y campeona del EuroBasket 1955.

## Nombres
| Denominación        | Período       |
| ------------------- | ------------- |
| Budapesti Honvéd SE | 1950-1992     |
| Tungsram-Honvéd BT  | 1992-1994     |
| Danone-Honvéd BT    | 1994-1999     |
| Budapesti Honvéd SE | 1999–presente |

## Registro por Temporadas
| Temporada | Competición Doméstica | Competición Doméstica | Competición Doméstica | Competición Doméstica | Copa Húngara | Competición Europea |
| Temporada | División              | Liga                  | Posición              | Play-Offs             | Copa Húngara | Competición Europea |
| --------- | --------------------- | --------------------- | --------------------- | --------------------- | ------------ | ------------------- |
| 2000–01   | 1ª                    | A Division            | 11º                   | Descenso              | –            | –                   |
| 2004–05   | 2ª                    | B Division            | 5º                    | –                     | –            | –                   |
| 2005–06   | 2ª                    | B Division            | 12º                   | –                     | –            | –                   |
| 2006–07   | 2ª                    | B Division            | 7º                    | –                     | –            | –                   |
| 2007–08   | 2ª                    | B Division            | 6º                    | –                     | –            | –                   |
| 2008–09   | 2ª                    | B Division            | 10º                   | –                     | –            | –                   |
| 2009–10   | 2ª                    | B Division            | 5º                    | –                     | –            | –                   |
| 2010–11   | 2ª                    | B Division            | 7º                    | –                     | –            | –                   |
| 2011–12   | 2ª                    | B Division            | 7º                    | –                     | –            | –                   |
| 2012–13   | 2ª                    | B Division            | 10º                   | –                     | –            | –                   |
| 2013–14   | 2ª                    | B Division            | 15º                   | –                     | –            | –                   |
| 2014–15   | 2ª                    | B Division            | 15º                   | –                     | –            | –                   |
| 2015–16   | 2ª                    | B Division            | 6º                    | –                     | –            | –                   |
| 2016–17   | 2ª                    | B Division            | 5º                    | –                     | –            | –                   |
| 2017–18   | 2ª                    | B Division            |                       |                       |              | –                   |

## Budapesti Honvéd SE en competiciones europeas
Copa de Europa de baloncesto 1958
| Ronda Preliminar (Grupo B Europa Central) | Union Babenberg     | Budapesti Honvéd SE | 55-83 | 108-43 |  |
| Fase de grupos (Grupo B Europa Central)   | Slovan Orbis Prague | Budapesti Honvéd SE | 52-61 |        |  |
| Fase de grupos (Grupo B Europa Central)   | Simmenthal Milano   | Budapesti Honvéd SE | 80-72 |        |  |
| Cuartos de Final                          | Budapesti Honvéd SE | Simmenthal Milano   | 95-85 |        |  |
| Semifinales                               | Budapesti Honvéd SE | BK Academic         | 87-89 | 76-64  |  |

Copa de Europa de baloncesto 1958-59
| Ronda Preliminar | Budapesti Honvéd SE | Sundbyberg          | 0-2   | 2-0   |  |
| Octavos de final | Budapesti Honvéd SE | Steaua Bucureşti    | 86-52 | 81-80 |  |
| Cuartos de Final | ASK Riga            | Budapesti Honvéd SE | 79-54 | 88-80 |  |

Copa de Europa de baloncesto 1961-62
| Ronda Preliminar | HSG Wissenschaft    | Budapesti Honvéd SE | 58-84 | 113-61 |  |
| Octavos de final | Budapesti Honvéd SE | Chemosvit           | 90-74 | 75-58  |  |

Copa de Europa de baloncesto 1962-63
| 1ª Ronda         | Darüşşafaka         | Budapesti Honvéd SE | 67-76  | 73-80 |       |  |
| 2ª Ronda         | Budapesti Honvéd SE | Steaua Bucureşti    | 74-73  | 53-63 |       |  |
| Cuartos de Final | Budapesti Honvéd SE | Real Madrid         | 101-96 | 74-69 | 77-65 |  |

Copa de Europa de baloncesto 1964-65
| 1ª Ronda | TSV Alemannia Aachen | Budapesti Honvéd SE | 51-70 | 83-66 |  |
| 2ª Ronda | Budapesti Honvéd SE  | Ignis Varese        | 84-74 | 67-56 |  |

Copa de Europa de baloncesto 1965-66
| 2ª Ronda | Budapesti Honvéd SE | Slavia VŠ Praha | 62-100 | 82-81 |  |

Copa de Europa de baloncesto 1966-67
| 1ª Ronda | Budapesti Honvéd SE | Galatasaray     | 94-55 | 65-73 |  |
| 2ª Ronda | Budapesti Honvéd SE | Racing Mechelen | 80-76 | 91-70 |  |

Copa de Europa de baloncesto 1967-68
| 1ª Ronda | Budapesti Honvéd SE | KK Zadar | 86-72 | 64-43 |  |

Copa de Europa de baloncesto 1968-69
| 2ª Ronda | Budapesti Honvéd SE | Standard Liège | 70-55 | 108-76 |  |

Copa de Europa de baloncesto 1969-70
| 2ª Ronda | Real Madrid | Budapesti Honvéd SE | 95-76 | 85-68 |  |

Copa de Europa de baloncesto 1970-71
| 1ª Ronda | Benfica    | Budapesti Honvéd SE | 67-112 | 118-66 |  |
| 2ª Ronda | CSKA Moscú | Budapesti Honvéd SE | 102-72 | 67-93  |  |

Copa de Europa de baloncesto 1972-73
| 1ª Ronda | Budapesti Honvéd SE | Bus Fruit Lier | 85-77 | 92-59 |  |

Recopa de Europa de baloncesto 1974-75
| 1ª Ronda | Budapesti Honvéd SE | Şekerspor          | 89-67 | 92-84 |  |
| 2ª Ronda | Budapesti Honvéd SE | Juventud Schweppes | 83-96 | 74-80 |  |

Copa de Europa de baloncesto 1977-78
| Fase de grupos - Cuartos de Final | Jugoplastika        | Budapesti Honvéd SE | 103-89 | 94-102 |
| Fase de grupos - Cuartos de Final | Budapesti Honvéd SE | Śląsk Wrocław       | 106-93 | 88-86  |
| Fase de grupos - Cuartos de Final | Panathinaikos       | Budapesti Honvéd SE | 87-75  | 93-103 |

Copa de Europa de baloncesto 1978-79
| Fase de grupos - Cuartos de Final | Xion Dukes          | Budapesti Honvéd SE | 78-84  | 96-93  |
| Fase de grupos - Cuartos de Final | Budapesti Honvéd SE | Real Madrid         | 99-119 | 119-83 |
| Fase de grupos - Cuartos de Final | Zamalek             | Budapesti Honvéd SE | 77-97  | 127-90 |

Copa de Europa de baloncesto 1979-80
| Fase de grupos - Cuartos de Final | Al-Ittihad Aleppo     | Budapesti Honvéd SE | 97-88   | 102-87 |
| Fase de grupos - Cuartos de Final | B.C. Partizani Tirana | Budapesti Honvéd SE | 91-85   | 106-92 |
| Fase de grupos - Cuartos de Final | Budapesti Honvéd SE   | Partizan            | 107-110 | 104-88 |

Copa de Europa de baloncesto 1980-81
| Fase de grupos - Cuartos de Final | UBSC Wien           | Budapesti Honvéd SE | 91-101 | 77-83  |
| Fase de grupos - Cuartos de Final | Bosna Asa           | Budapesti Honvéd SE | 106-82 | 102-92 |
| Fase de grupos - Cuartos de Final | Budapesti Honvéd SE | Stevnsgade          | 140-70 | 75-85  |

Copa de Europa de baloncesto 1981-82
| Fase de grupos - Cuartos de Final | Barcelona           | Budapesti Honvéd SE | 121-95 | 88-126 |
| Fase de grupos - Cuartos de Final | Murray Edinburgh    | Budapesti Honvéd SE | 76-72  | 88-82  |
| Fase de grupos - Cuartos de Final | Budapesti Honvéd SE | ASVEL               | 90-92  | 108-96 |

Copa de Europa de baloncesto 1982-83
| 1ª Ronda | B.C. Partizani Tirana | Budapesti Honvéd SE | 90-81 | 90-64  |  |
| 2ª Ronda | Budapesti Honvéd SE   | Cibona              | 89-87 | 122-98 |  |

Copa de Europa de baloncesto 1983-84
| 1ª Ronda | Budapesti Honvéd SE | Nashua EBBC | 82-101 | 94-68 |  |

Copa de Europa de baloncesto 1984-85
| 1ª Ronda | Budapesti Honvéd SE | Granarolo Bologna | 93-94 | 96-77 |  |

Copa de Europa de baloncesto 1985-86
| 1ª Ronda | Budapesti Honvéd SE | Fribourg Olympic | 84-80 | 82-67 |  |

Copa de Europa de baloncesto 1986-87
| Ronda Preliminar | Torpan Pojat | Budapesti Honvéd SE | 96-80 | 77-70 |  |

Copa Korać 1987-88
| 1ª Ronda | Budapesti Honvéd SE | Jugoplastika | 78-102 | 103-64 |  |

Copa Korać 1988-89
| 1ª Ronda | Tofaş | Budapesti Honvéd SE | 72-62 | 64-55 |  |

Recopa de Europa de baloncesto 1989-90
| 1ª Ronda | Budapesti Honvéd SE | Tarsus Çukurova | 70-93 | 105-81 |  |

Copa Korać 1990-91
| 1ª Ronda | Budapesti Honvéd SE | Tarsus Çukurova | 96-86 | 76-68 |  |
| 2ª Ronda | Budapesti Honvéd SE | Sunair Oostende | 71-91 | 98-76 |  |

Copa Korać 1991-92
| 1ª Ronda | Budapesti Honvéd SE | Slavia VŠDS Žilina | 111-96 | 88-84 |  |
| 2ª Ronda | Budapesti Honvéd SE | CAI Zaragoza       | 96-113 | 86-59 |  |

Copa de Europa de la FIBA 1991-92
| 1ª Ronda | Budapesti Honvéd SE | KKS Lech     | 84-69 | 81-92  |  |
| 2ª Ronda | Budapesti Honvéd SE | Hapoel Holon | 90-99 | 111-67 |  |

Copa de Europa de la FIBA 1992-93
| 1ª Ronda | Tungsram-Honvéd BT | KS Dinamo          | 103-47 | 62-115 |  |
| 2ª Ronda | Tungsram-Honvéd BT | SC "Nikolaev"      | 108-76 | 96-94  |  |
| 3ª Ronda | Hapoel Philips     | Tungsram-Honvéd BT | 92-74  | 69-62  |  |

Liga Europea de la FIBA 1993-94
| 1ª Ronda | KK Rabotnički | Tungsram-Honvéd BT | 73-61 | 74-79 |  |

Liga Europea de la FIBA 1994-95
| 1ª Ronda | Danone-Honvéd BT | KK Rabotnički | 99-82 | 73-64 |  |
| 2ª Ronda | Danone-Honvéd BT | Benfica       | 85-94 | 96-89 |  |

Copa de Europa de la FIBA 1994-95
| 3ª Ronda | Danone-Honvéd BT | WATCO | 80-94 | 91-70 |  |

Liga Europea de la FIBA 1995-96
| 1ª Ronda | KK Kalev | Danone-Honvéd BT | 78-57 | 81-96 |  |

Copa Korać 1996-97
| 1ª Ronda | Mazowiecki KS | Danone-Honvéd BT | 88-74 | 101-95 |  |

Eurocopa de la FIBA 1997-98
| Fase de grupos | Danone-Honvéd BT     | TV Tatami Rhöndorf      | 64-66 | 84-78 |
| Fase de grupos | KK Beobanka          | Danone-Honvéd BT        | 79-74 | 66-71 |
| Fase de grupos | Danone-Honvéd BT     | Hapoel Eilat            | 76-77 | 85-79 |
| Fase de grupos | Haribo London Towers | Danone-Honvéd BT        | 67-73 | 85-70 |
| Fase de grupos | Danone-Honvéd BT     | Stefanel Olimpia Milano | 60-89 | 91-66 |

## Palmarés

### Liga
- A Division

-   -  Campeones (33): 1952, 1953, 1954, 1955, 1957, 1958, 1959, 1960, 1961, 1962, 1963, 1964, 1965, 1966, 1967, 1968, 1969, 1971, 1974, 1976, 1977, 1978, 1979, 1981, 1982, 1983, 1984, 1985, 1986, 1993, 1994, 1995, 1997

-   - Subcampeones (7): 1956, 1970, 1972, 1975, 1987, 1996, 1998
  - Terceros (3): 1951, 1989, 1992

### Copa
- Copa Húngara

-   -  Campeones (17): 1953, 1954, 1955, 1962, 1963, 1964, 1966, 1967, 1968, 1973, 1977, 1978, 1982, 1983, 1986, 1989, 1991

-   - Subcampeones (9): 1965, 1970, 1972, 1976, 1985, 1990, 1992, 1996, 1997
  - Terceros (7): 1952, 1969, 1974, 1979, 1984, 1988, 1995

### Internacional
- Copa de Europa

-   - Terceros (1): 1958

-   - Cuartos de final (2): 1959, 1963

## Jugadores destacados
| - Andrew Adderly - Márton Báder - Csaba Bános - Kristóf Baross - Zoltán Boros - Csaba Borszéki - Tibor Czinkán - Kornél Dávid - Norbert Ecseri - József Fekete - Gábor Földi - Botond Fülöp - János Greminger - Péter Hajmásy - Ronald Halm - Róbert Haris - Norbert Hensch - László Hódi - Ákos Horváth | - László Jilling - Balázs Kerpel-Fronius - Gáspár Kerpel-Fronius - Ádám Kiss - Balázs Kollar - Róbert Kováts - Károly Mácsai - Márk Máté - Zalán Mészáros - Bálint Nagy - Róbert Nagy - László Orosz - Tamás Orosz - Attila Pal - Gergely Pálffy - Richárd Pálházi - Dávid Pintér - Richárd Répási - Gábor Sárdi | - Bence Sebők - Tamás Sebők - János Simon - Dániel Sinkovits - Ernő Sitku - Dávid Stefán - Ákos Szalay - Gábor Szarvas - Bálint Szathmáry - István Szeleczky - Gergely Szokolik - Gábor Szökrény - Gergő Szollár - Gergely Takács - Zsombor Teremy - Levente Timár - Szabolcs Tornyos - Bence Tóth - Levente Tóth | - Tamás Tóth - Krisztián Tursics - András Weisz - Sándor Zsemlye - János Mădăras - Gojko Džaković - Goran Zarić - Terrence Davis - Tony Dunkin - Toshiro Germany - Rodney Hamilton - Vladimir Vukićević - Clayton Johnson - Rodney Odom |